# Ashley Walk
Ashley Walk var en civil parish från 1868 till 1932 då den blev en del av Fordingbridge, i grevskapet Hampshire, i England. Civil parish var belägen 23 km från Southampton och hade 280 invånare år 1931.